# Daniela Butsch

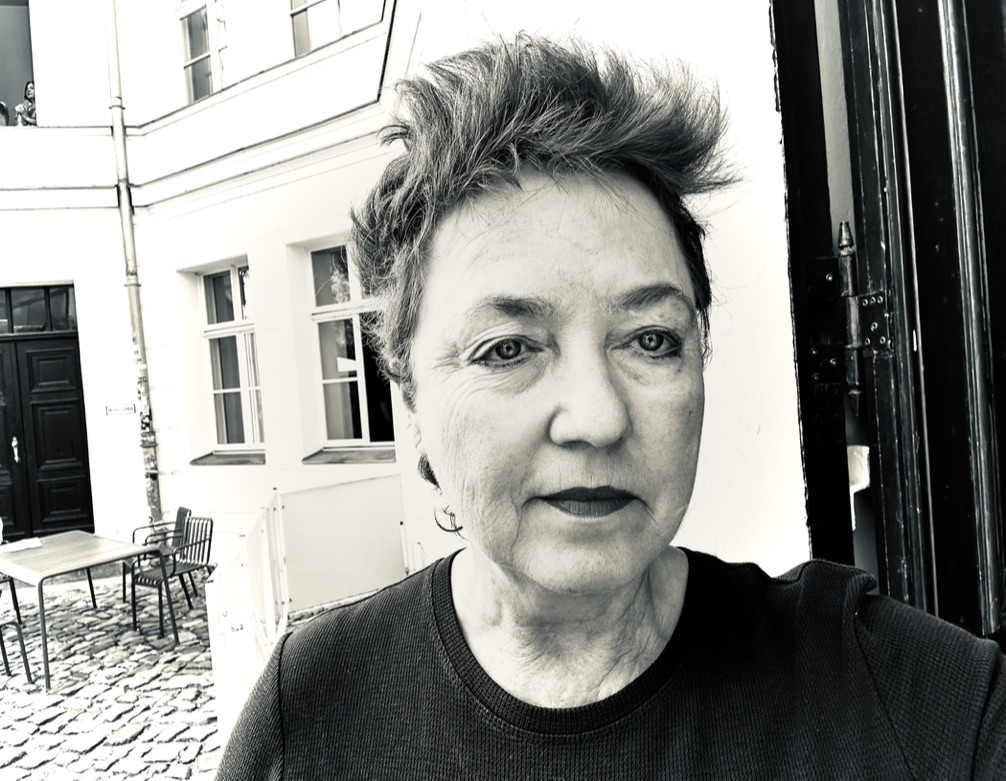
Daniela Butsch 2025

Daniela Butsch (* 1957 in Mannheim) ist eine deutsche Medienkünstlerin, die mit Bewegtbild, Fotographie und elektronischer Malerei arbeitet. Sie lebt in Berlin und Valencia, Spanien.

## Studium
Von 1979 bis 1989 studierte sie Philosophie, Theater, Film und Fernsehen an der Freien Universität Berlin. 1989 legte sie das Magistra Artium ab. Außerdem war sie Gaststudentin für Visuelle Kommunikation an der Berliner Universität der Künste. Es folgten postgraduierte Studien in dokumentarischer Regie an der Universität London, Praktika an den Städtischen Bühnen Frankfurt sowie beim Zweiten Deutschen Fernsehen (ZDF) für Spielfilm und Drama.

## Werk

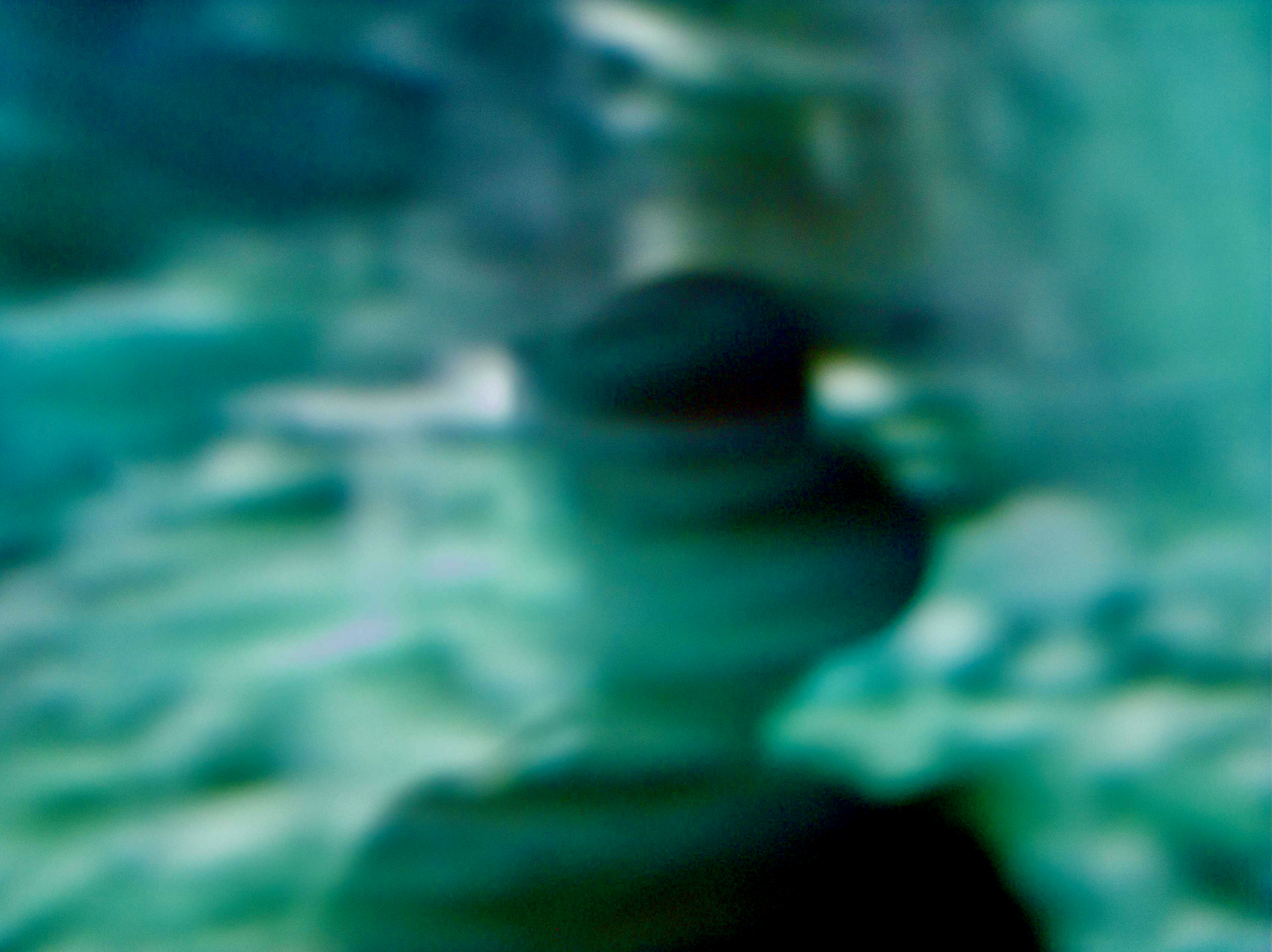
Digitales Foto mit Selbstportrait

Daniela Butsch versteht Film als erweiterten Raum und arbeitet mit skulpturalen Formen, die ihren Themen eine Tiefe geben, wie z. B. in bucci in Anthony MCCall - 03.1, einem auf Vimeo hochgeladenen Film. 2007 zeigte sie den ursprünglich mit Super 8 hergestellten Film Cassia, der auf einer realen Begenung beruht. Cassia, die mit bürgerlichem Namen Jeanne Cassia Haecker hieß, war eine Protagonistin der wilden 80iger Jahre und von der Punk Bewegung geprägt. Nach ihrer Schwangerschaft und Geburt der Tochter 1985 identifizierte sie sich mit Jeanne d’Arc. Nur ein Jahr später verbrannte sie sich selbst in Cuxhaven am Strand. Ihre Installationen wurden im Schloss Plüschow gezeigt.
Im selben Jahr zeigte sie ihre Videoprojektion Canale Grande auf der Fassade der Alice-Salomon-Fachhochschule.
2023 stellte sie im Archäologischen Museum in Xabia, Spanien, aus. Das Thema der Einzelausstellung ist die Dame von Elche, in spanisch Dama de Elche, ein Wahrzeichen der Kunst der Iberer.
In der Gruppenausstellung im Rahmen der Kunstwochen für Klima und Umwelt 2025 Die Wüste lebt werden Fragen der Nachhaltigkeit thematisiert.

## Kuratorische Arbeit
Als Gastkuratorin der Directors Lounge kuratierte sie seit 2006 Filmprogramme.

## Lehre
Daniela Butsch hat als Dozentin an der Freien Universität Berlin, an der Universität der Künste Berlin und der Academie voor beeldende Kunst en vormgeving, Enschede, Niederlande, gearbeitet. Von 1997 bis 2001 war sie Professorin für audiovisuelle Produktion im Medienverbund an der Hochschule für Technik, Wirtschaft und Kultur, Leipzig.

### Auszeichnungen
2004 1. Preis Kunstverein Bad Aibling
https://artfacts.net/artist/daniela-butsch-de/exhibitions